# Мельбурнский университет
Ме́льбурнский университе́т — государственный университет Австралии, старейший в штате Виктория. Основной кампус университета располагается в Парквилле, одном из центральных районов города Мельбурна. Помимо основного кампуса в Парквилле, университет имеет ещё 6 кампусов, расположенных как в самом Мельбурне, так и в других городах штата Виктория. Член Группы восьми и Песчаниковых университетов.
В Мельбурнском университете обучаются около 40 000 студентов, персонал — 6000 человек. Особенно развиты в университете искусство, гуманитарные и биомедицинские науки. Входит в группу самых престижных университетов мира. В рейтинге Times Higher Education Мельбурнский университет — лучший в Австралии и Океании.
На территории университета расположен Австралийский институт математических наук.
Первым ректором университета был Редмонд Барри, верховный судья Виктории, который находился на этом посту до самой смерти.

## Факультеты
Университет включает в себя 11 факультетов и учебных подразделений:
- Факультет архитектуры, строительства и планировки (Faculty of Architecture, Building and Planning)
- Гуманитарный факультет (Faculty of Arts)
- Факультет бизнеса и экономики (Faculty of Business and Economics)
- Мельбурнская школа образования (Melbourne Graduate School of Education)
- Мельбурнская школа инженерного дела (Melbourne School of Engineering)
- Мельбурнская школа земли и окружающей среды (Melbourne School of Land and Environment)
- Мельбурнская юридическая школа (Melbourne Law School)
- Факультет медицины, стоматологии и наук о здоровье (Faculty of Medicine, Dentistry and Health Sciences)
- Факультет естественных наук (Faculty of Science)
- Факультет ветеринарных наук (Faculty of Veterinary Science)
- Факультет Викторианского колледжа искусств и Мельбурнской консерватории (Faculty of Victorian College of the Arts and Melbourne Conservatorium of Music)